# Пахистегия
Пахистегия (лат. Pachystegia) — род кустарников семейства Астровые (Asteraceae), известных как маргаритки Мальборо, с характерными кожистыми листьями и цветками, похожими на ромашки. В природе они встречаются только в засушливых районах северо-восточной части Южного острова Новой Зеландии.

## Таксономия
Пахистегия была впервые описана Джозефом Хукером в 1855 году из экземпляров, собранных на берегах реки Вайхопай в Мальборо. Хукер поместил его в род древовидных маргариток Olearia, назвав его Olearia insignis. В 1915 году Томас Чизмен назвал меньшую разновидность O. insignis var. minor в конце концов он решил, что этот вид достаточно отличается от древесных маргариток, чтобы выделить собственный род Pachystegia, что означает «густо покрытый», имея в виду густые волоски на нижней стороне его листьев. Более поздние полевые исследования и анализ флавоноидов показали, что в Pachystegia существует как минимум шесть таксономических единиц. Ранг P. minor был повышен до статуса вида, а P. rufa назван, но несколько видов остались неописанными.

### Описанные виды
- Pachystegia insignis (Hook.f.) Cheeseman — Пахистегия заметная[6]
- Pachystegia minor (Cheeseman) Molloy — Пахистегия мелкая
- Pachystegia rufa Molloy

## Описание
Растения адаптированы к засухе и растут на сухих внутренних холмах и прибрежных скалах, часто место обитание ограничивается недоступными скалистыми обрывами и скалами, вне досягаемости завезенных овец, коз и кроликов. Часто встречается с другими засухоустойчивыми кустарниками Veronica hulkeana и Brachyglottis monroi. Все виды представляют собой невысокие раскидистые кустарники с толстыми кожистыми листьями и белым опушением снизу. Их белые ромашки имеют характерные большие бутоны, покрытые перекрывающимися чешуйками. Гибридизация между описанными и неописанными видами является обычным явлением; некоторые гибридные сорта P. insignis и P.minor популярны во всем мире как садовые растения.

## Места обитания
Весь род является эндемиком Мальборо и Северного Кентербери на Южном острове Новой Зеландии . Pachystegisa insignis широко распространена, встречается от реки Вайрау на севере до реки Вайау Ува в Кентербери. P. rufa и P.minor имеют гораздо меньшие ареалы, и последний считается видом, находящимся под угрозой исчезновения. Виды Pachystegia часто встречаются на побережье, но они встречаются и в глубине страны, вплоть до станции Молсуорт и долины реки Верхний Аватер. Наибольшей опасности подвергается каменная маргаритка Охау, неописанный вид, встречающийся только на мысе Охау к северу от Кайкоуры.